# 熊睦
熊睦（？—？），豫章人，三國末期孫吳軍事人物。

## 生平
曾任广州刺史，任內置桂林、高興二郡。後入朝为尚书。因见孙皓为政苛虐，微有谏诤，孙皓大怒，熊睦被杀。